# Vieux pont de Pavie
Le vieux pont de Pavie enjambe le Gers, un affluent en rive gauche de la Garonne.

## Géographie

### Situation
Il se trouve sur la commune de Pavie au nord-est de la bastide en direction de Pessan, dans le département du Gers, en région Occitanie.

### Accès routier
L'édifice en pierre est en service, emprunté par une voie communale. Il est trop étroit pour permettre le croisement de véhicules et les véhicules lourds ne doivent pas l'utiliser.

## Histoire
Érigé durant le dernier quart du XIIIe siècle, il a été détruit et rebâti plusieurs fois.
Le vieux pont de Pavie est classé au titre des monuments historiques par arrêté du 19 février 1941.

## Description
C'est un pont en pierre en arc d'ogives à trois travées, la plus importante au centre. Les culées sont renforcées par des éperons en aval et en amont.

## Galerie

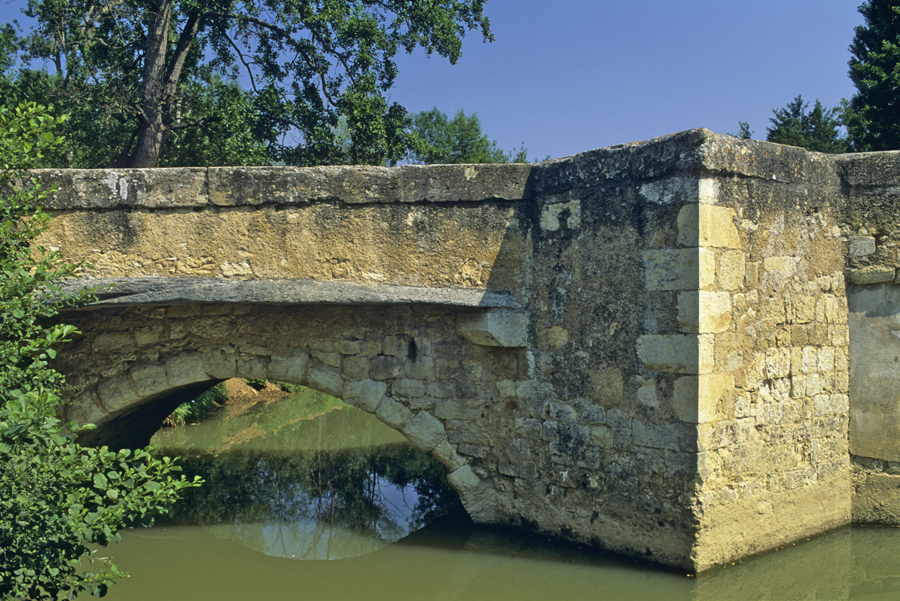
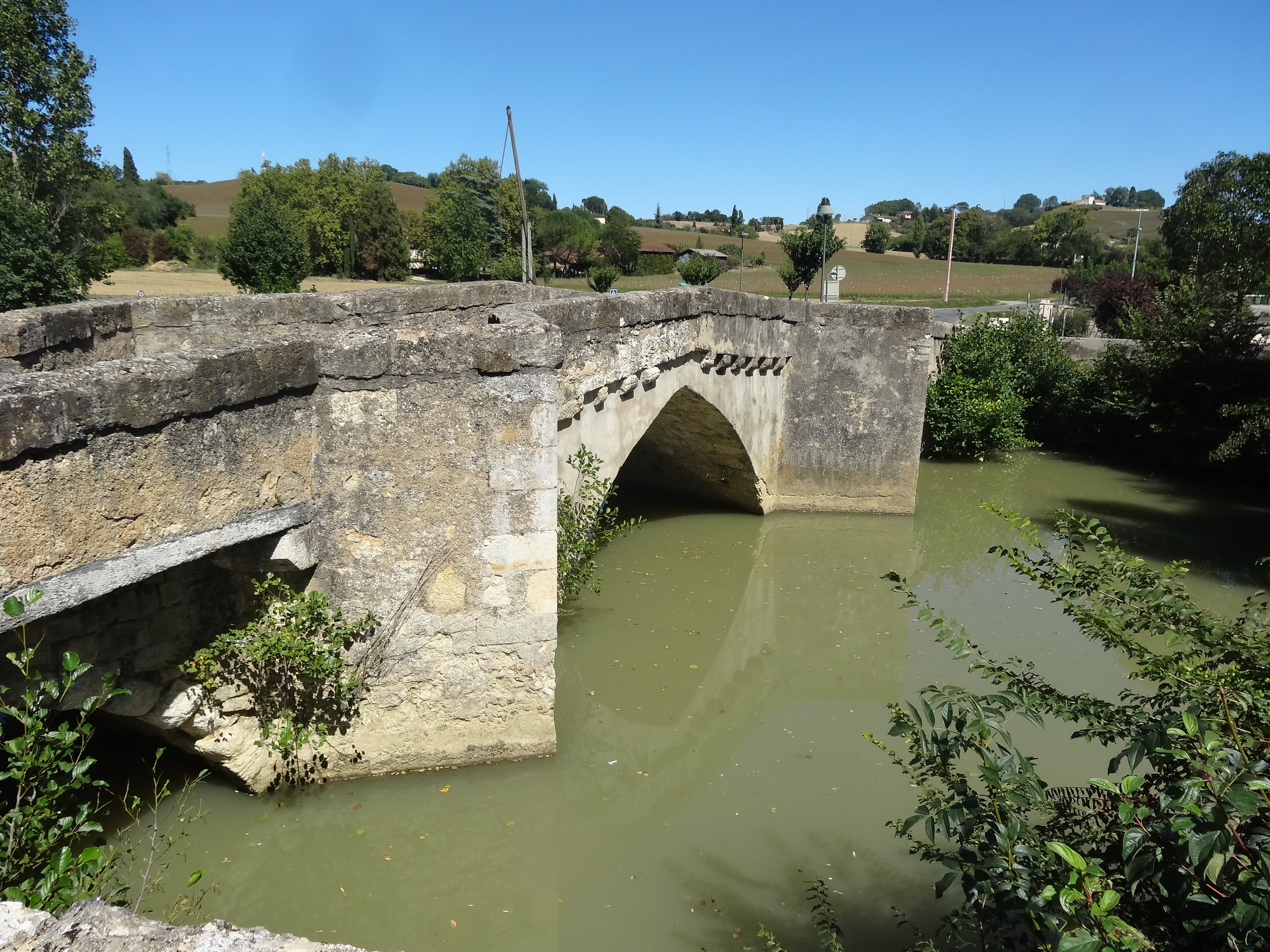
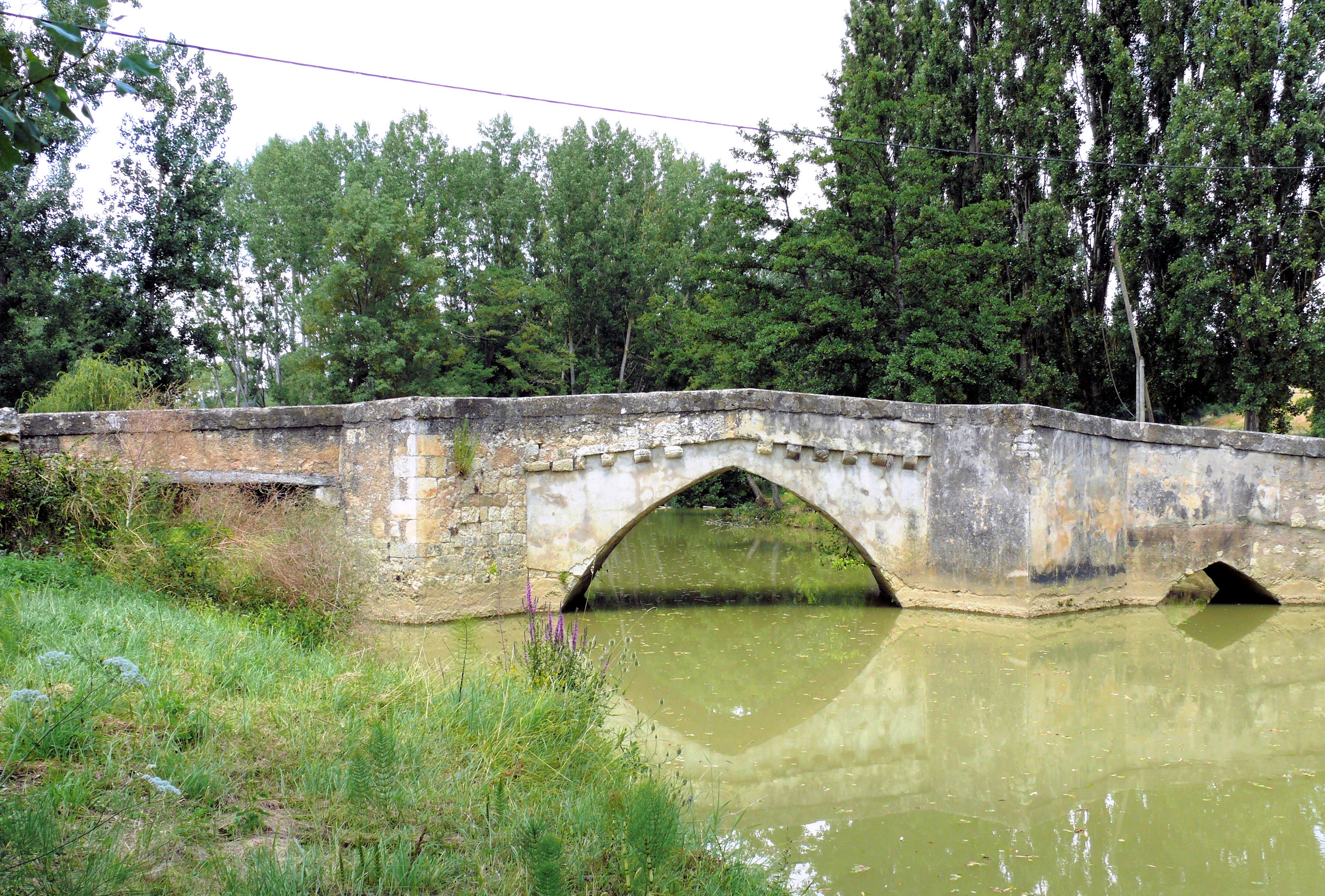
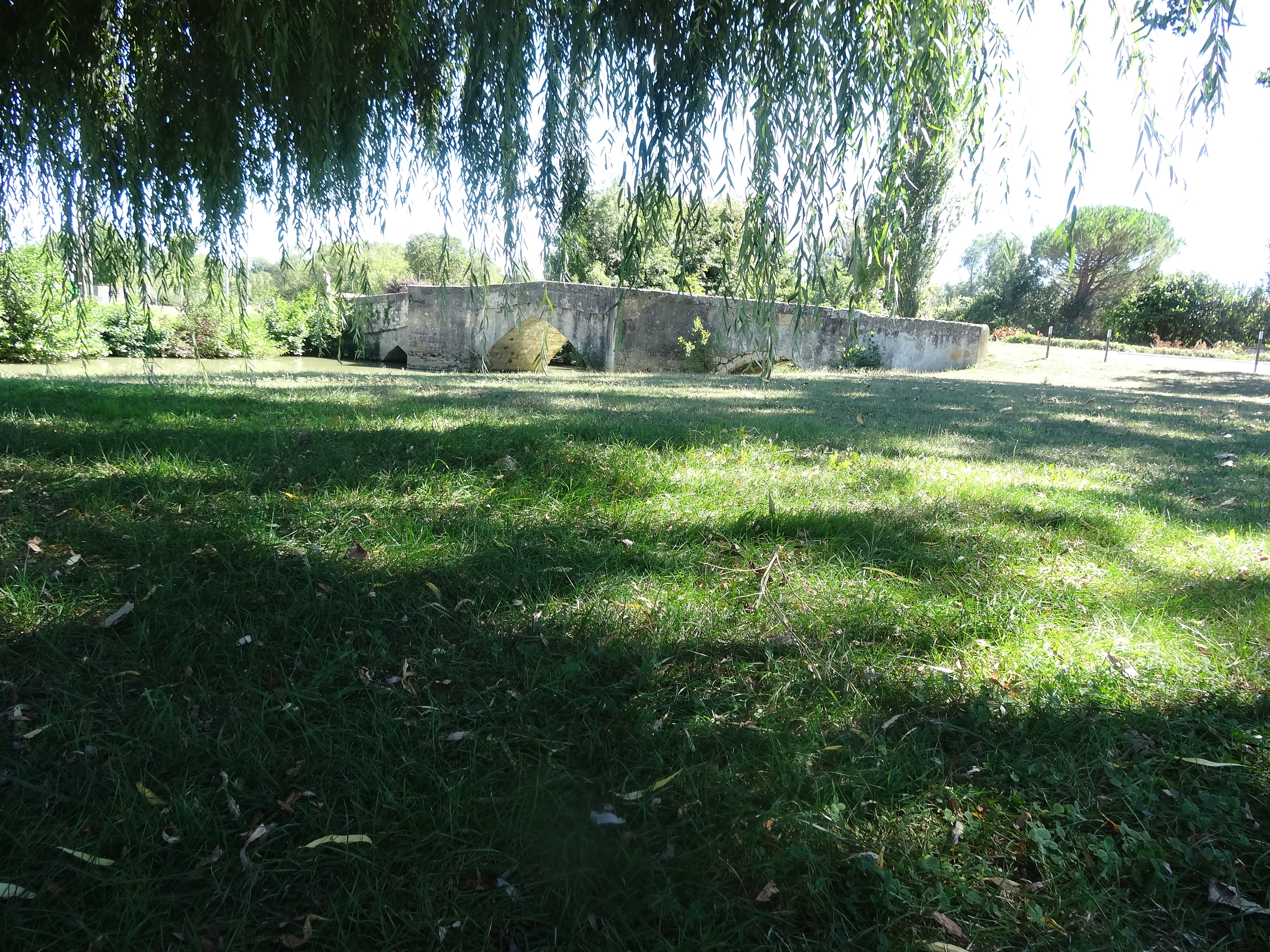
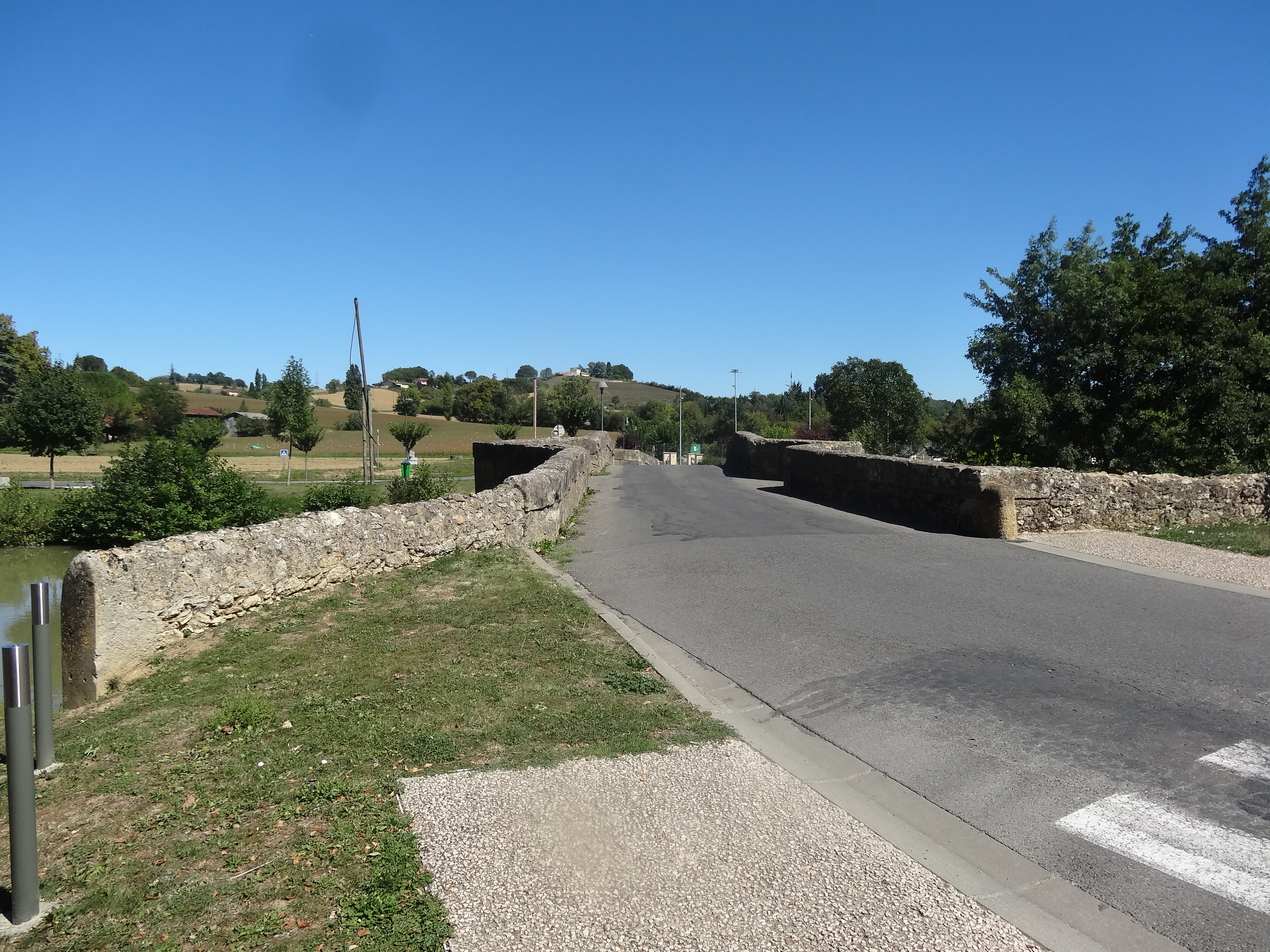